# Cimetière Saint-Charles
 (novembre 2020).
Si vous disposez d'ouvrages ou d'articles de référence ou si vous connaissez des sites web de qualité traitant du thème abordé ici, merci de compléter l'article en donnant les références utiles à sa vérifiabilité et en les liant à la section « Notes et références ».
Le cimetière Saint-Charles est le plus grand cimetière de Québec. Il est situé à la rencontre des quartiers Saint-Sauveur, Duberger–Les Saules et Vanier, sur les bords de la rivière Saint-Charles.

## Histoire
Le terrain est acheté par la fabrique de la paroisse Saint-Roch le 16 juin 1854. La bénédiction du cimetière est effectuée le 3 juin 1855. En 1858, les corps enterrés dans trois petits cimetières de Saint-Roch y sont transférés. Le 10 juin 1867, le terrain est cédé aux Oblats de Marie-Immaculée. Le 21 décembre 1912, le gouvernement incorpore la Compagnie du Cimetière Saint-Charles. Le 17 septembre 1967, la partie ouest du cimetière est inaugurée. Le mausolée-columbarium et le crématorium ouvrent le 19 septembre 1983.

## Personnalités inhumées

### Politiciens
- Simon-Napoléon Parent
- Pierre Bertrand
- Valmont Martin
- Joseph-Octave Samson
- François Langelier
- Jules-Joseph-Taschereau Frémont
- Olivier-Napoléon Drouin
- Lucien-Hubert Borne
- Oscar Auger
- Édouard Bouffard

### Hommes d'affaires
• G S Marceau 
- William Venner
- Frédéric Canac-Marquis
- Louis Canac-Marquis
- Jean-Baptiste Laliberté
- Zéphirin Paquet

### Artistes
- Johnny Farago
- Charles Baillairgé
- Roger Lemelin
- Jules-Ernest Livernois

### Autres
- Charles-Jacques Frémont
- Nazaire Levasseur
- Irma Levasseur

## Galerie

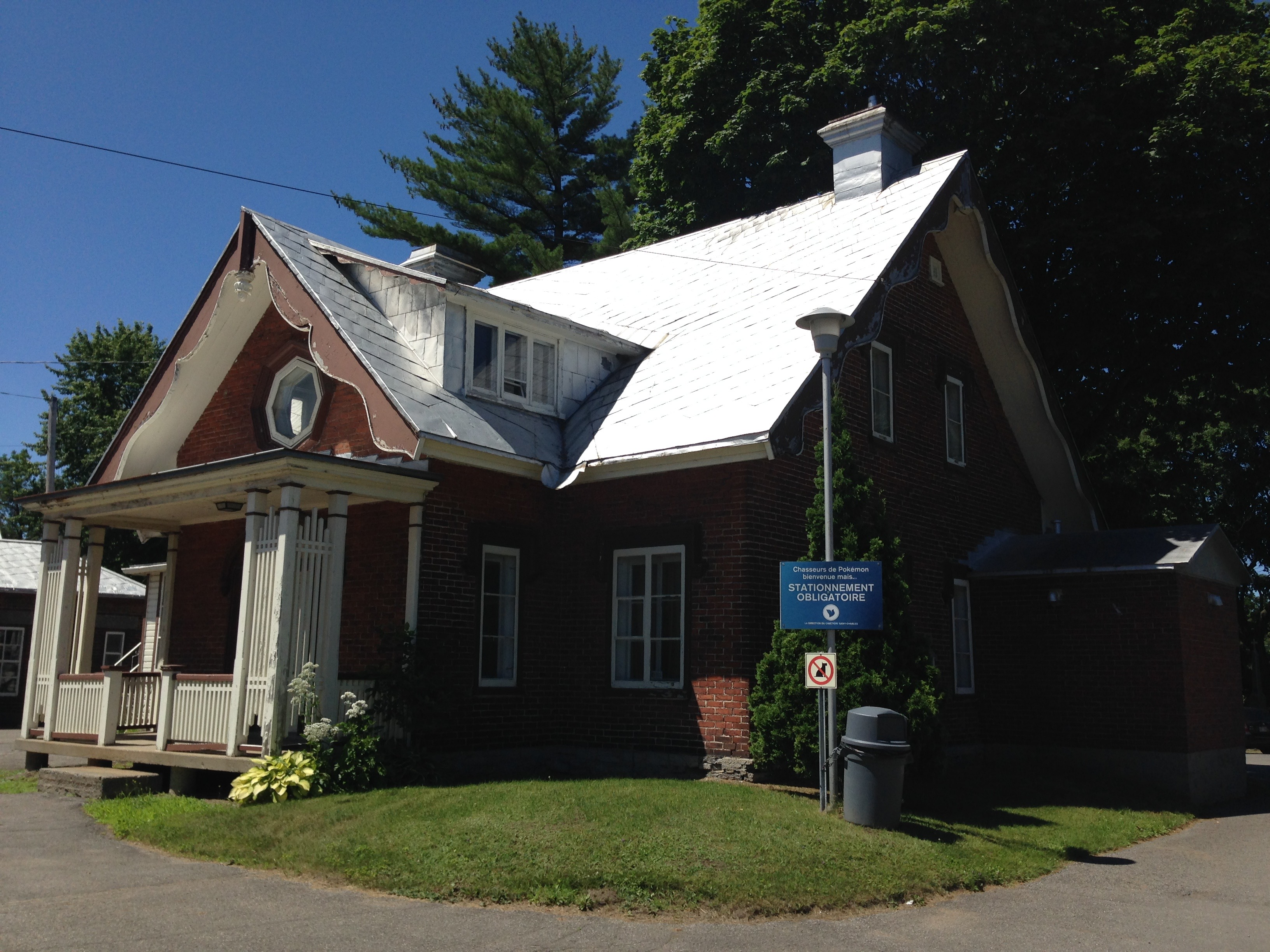
Bâtiment du gardien.
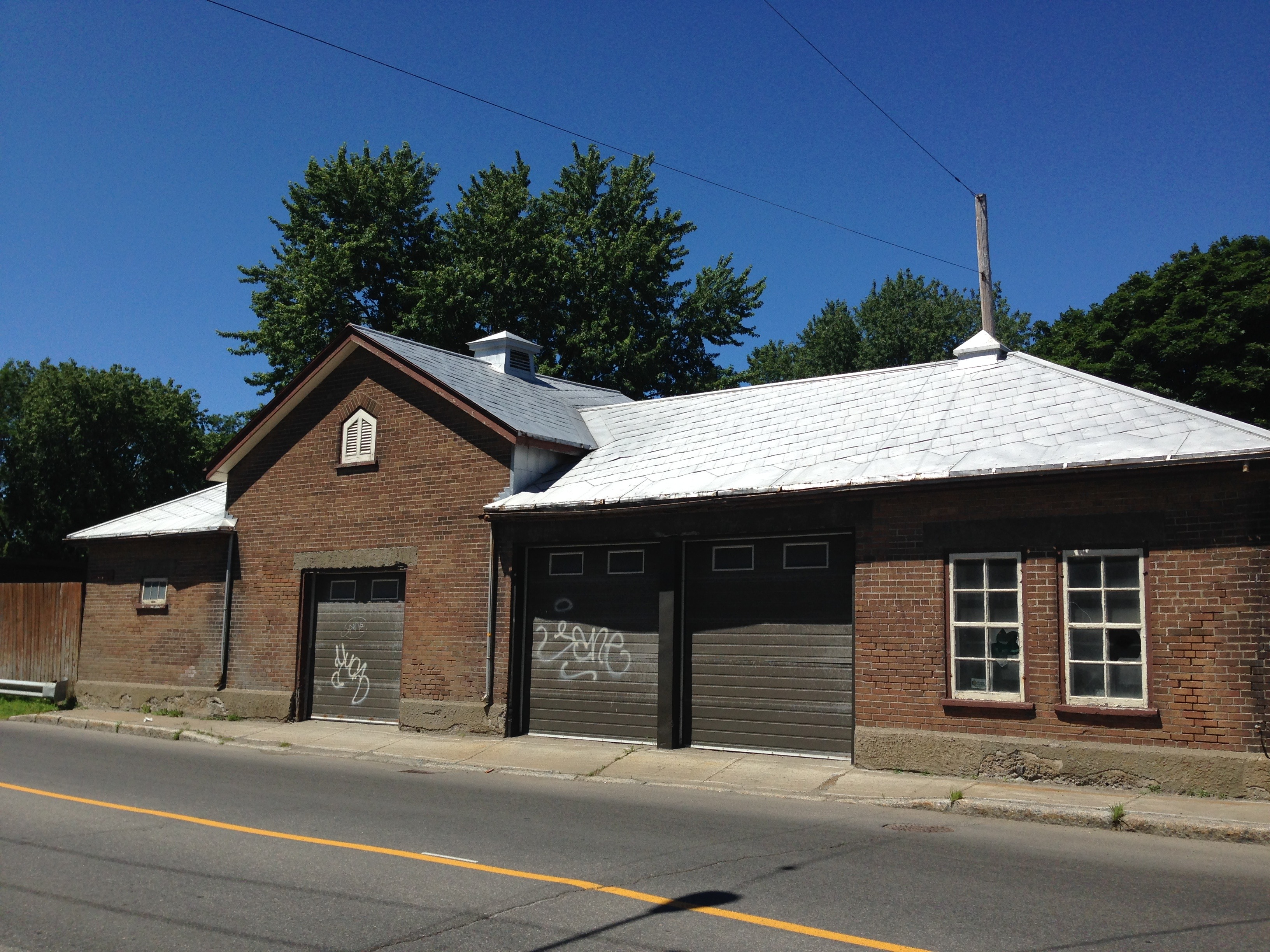
Garages sur la rue Saint-Vallier.
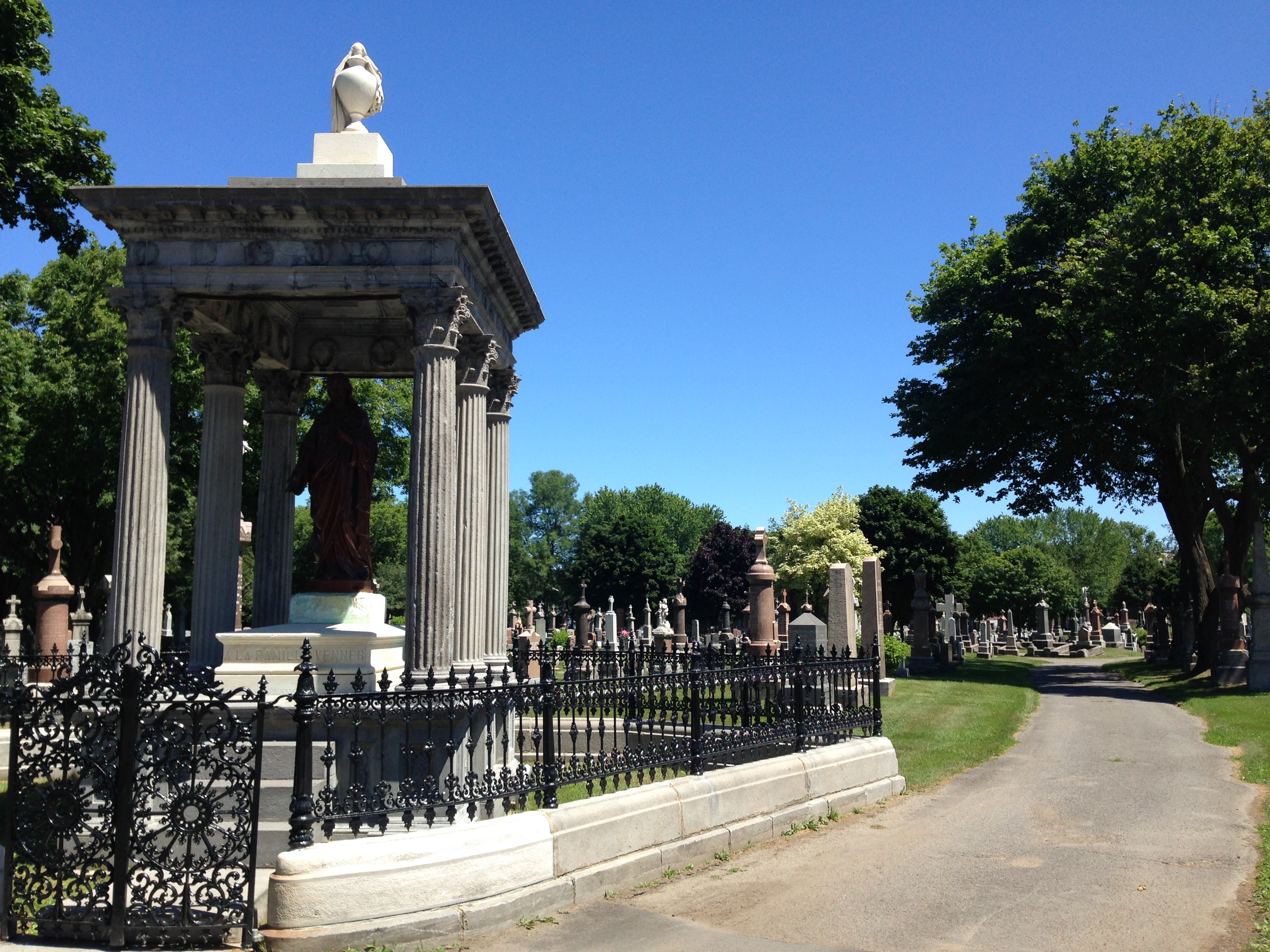
Mausolée de la famille Venner.
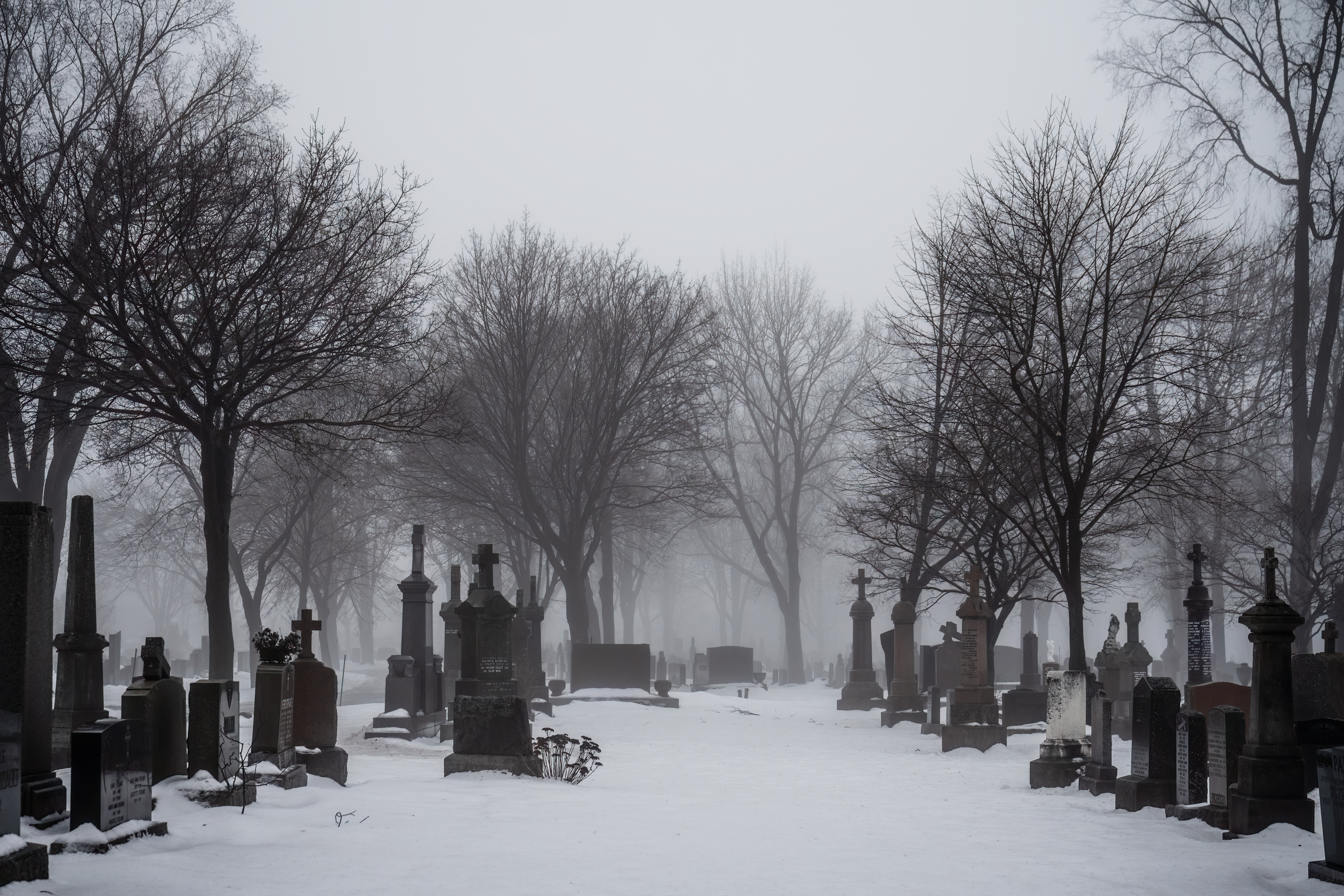
Le cimetière sous la neige.